# 기타아시가라촌
기타아시가라촌(일본어: 北足柄村)은 일본 가나가와현 아시가라카미군에 존재했던 촌이다. 현재의 미나미아시가라시 북부, 서부와 야마키타정 남부에 해당한다.

## 역사
- 1889년 4월 1일 - 정촌제 시행에 의해 아시가라카미군 후쿠자와기타아시가라촌이 성립하였다.
- 1955년 4월 1일 - 미나미아시가라 정, 오카모토 촌, 후쿠자와 촌과 합병되어 새롭게 미나미아시가라 정이 성립하여, 동일기타아시가라촌은 폐지되었다. 잔부는 야마키타정에 편입되었다.

## 참고 문헌
- 角川日本地名大辞典編纂委員会,『角川日本地名大辞典 神奈川県』1984, 角川書店